# Hemigraphis latebrosa
Hemigraphis latebrosa là một loài thực vật có hoa trong họ Ô rô. Loài này được (Roth) Nees mô tả khoa học đầu tiên năm 1847.